# Aidín Aimbétov
Aidín Akanuly Aimbétov (en kazajo: Айдын Ақанұлы Айымбетов, Aidyn Aqanūly Aiymbetov; en ruso: Айдын Аканович Аимбетов, 27 de julio de 1972) es un cosmonauta kazajo.
Del 2 al 12 de septiembre de 2015 realizó un vuelo espacial como ingeniero de vuelo-2 de la nave espacial tripulada de transporte Soyuz TMA-18M (TPK) a la Estación Espacial Internacional (ISS). Fue miembro de la expedición visitante EP-18 a la ISS, regresó a la Tierra en la Soyuz TMA-16M TPK. La duración del vuelo fue de 9 días, 20 horas, 13 minutos y 51 segundos.

## Biografía
Aidín Aimbétov se graduó de la Escuela Superior de Aviación Militar Kutakhov Armavir y se convirtió en piloto militar. Sirvió en Lugovaya y Taldykorgan, volando cazas MiG-27 y Su-27.
Aimbétov está casado y tiene tres hijos (dos hijas y un hijo).

### Carrera como cosmonauta
Aimbetov fue seleccionado para la primera clase de cosmonautas kazajos en 2002, junto con Mukhtar Aimakhanov, de un grupo de 2000 candidatos. De 2003 a 2009, se formó en Rusia como cosmonauta en La Ciudad de las Estrellas. Regresó a Astaná, en Kazajistán, después de no poder asegurar un vuelo espacial. Estaba programado para volar en otoño de 2009, pero debido a la crisis financiera mundial, el vuelo fue anulado. Aimakhanov permaneció en Rusia, convirtiéndose en ciudadano ruso, con lo que Aimbétov se convirtió en el único cosmonauta kazajo. Después de regresar, se quedó en el JSC (centro nacional de investigación y tecnologías espaciales) de la Agencia Espacial Nacional (NSA) de Kazajistán. Fundó el Instituto para el Desarrollo Espacial para promover la industria espacial en Kazajistán. Comenzó la Escuela de Jóvenes Cosmonautas en el Palacio de Alumnos de Astaná en 2012. Todavía estaba listo para volar en abril de 2015.

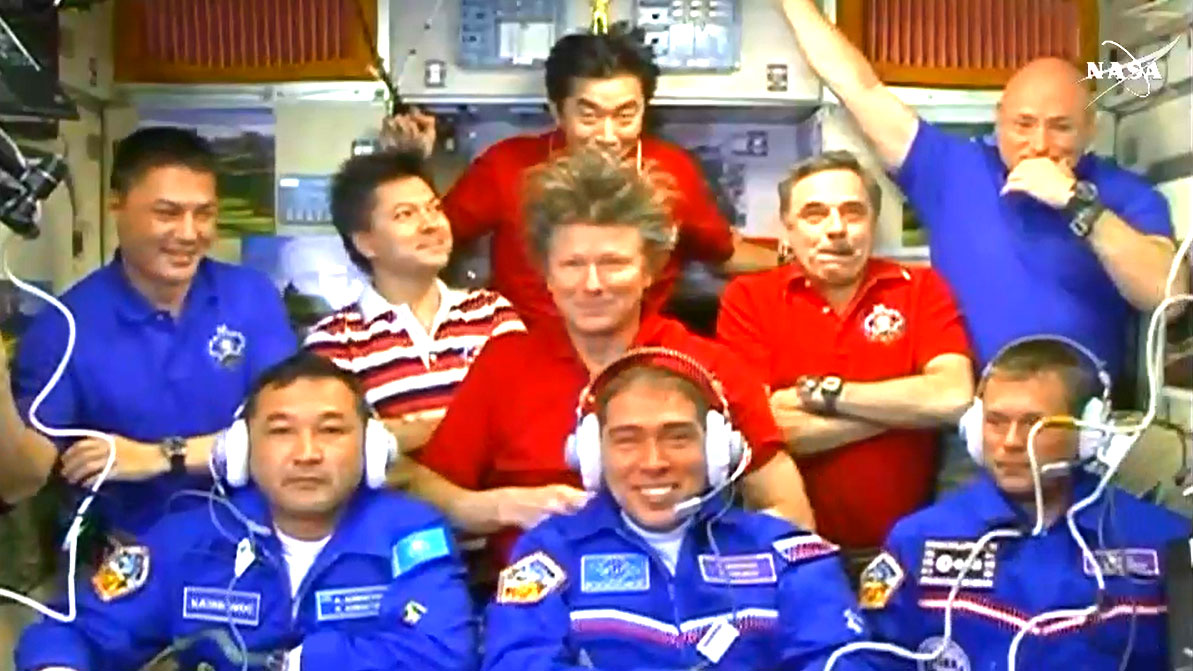
Aidín Aimbétov (abajo a la izquierda), junto con todos a bordo de la estación espacial (septiembre de 2015)

En junio de 2015, fue seleccionado para volar en la misión Soyuz TMA-18M en lugar de la cantante Sarah Brightman, quien se había retirado en mayo de 2015 alegando motivos personales, y su respaldo, el empresario japonés Satoshi Takamatsu, quien también se había retirado. Ante la imposibilidad de preparar a tiempo a otro turista espacial, Roscosmos decidió utilizar un astronauta profesional. Se proyectó que la misión se lanzaría a la Estación Espacial Internacional el 1 de septiembre de 2015. Aimbetov se convirtió en el tercer cosmonauta nacido en Kazajistán en volar al espacio, desde la independencia de Kazajistán en 1991, después de Tojtar Aubakírov, que voló a bordo de la nave tripulada Soyuz TM-13M en 1991, y Talgat Musabáev, que participó en tres misiones tanto a la estación espacial rusa Mir (1994 y 1998), como a la EEI (2001), y el primero en volar bajo bandera de Kazajistán, como parte de KazCosmos. Aimbetov originalmente había sido proyectado para volar en un lanzamiento de 2017. Como respaldo de Aimbetov en la misión estaba el cosmonauta de Roscosmos Serguéi Prokópiev.
El 2 de septiembre de 2015, despegó desde el Cosmódromo de Baikonour (Kazajistán), a bordo de la Soyuz TMA-18M, junto con el astronauta novato danés Andreas Mogensen y el cosmonauta comandante de la misión Serguéi Volkov. El 11 de septiembre de 2015, regresó de su misión de 10 días a la Estación Espacial Internacional y aterrizó en la estepa de Kazajistán a bordo de la Soyuz TMA-16M, junto con su compañero astronauta Andreas Mogensen, con quien viajó, y el comandante de la cápsula. el cosmonauta Gennadi Pádalka, que regresaba de una temporada en la estación mediante la cual se había convertido en el poseedor del récord de permanencia en el espacio.

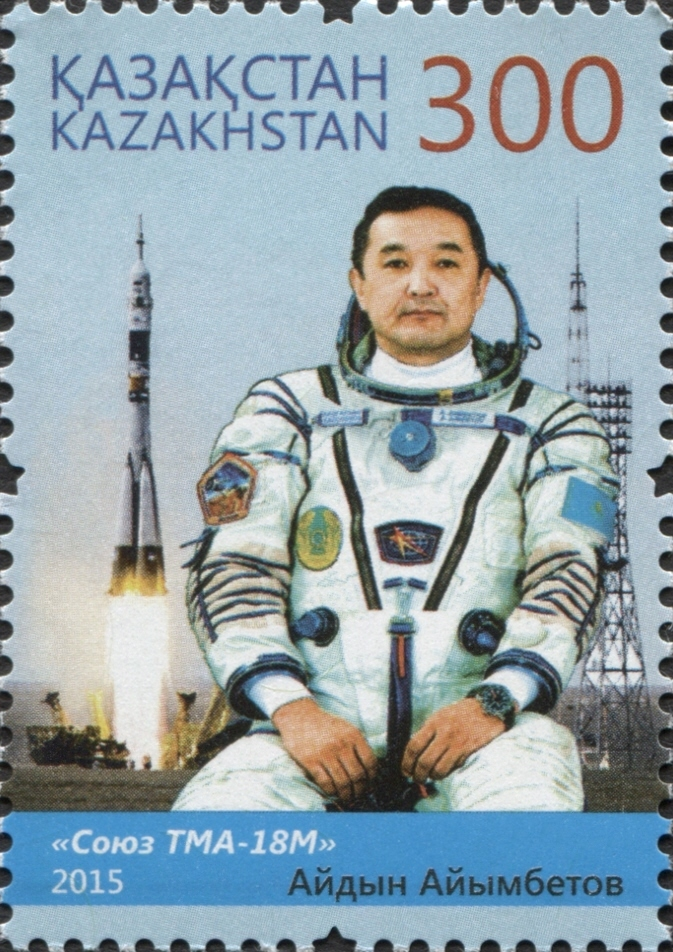
Aimbetov en un sello de correos kazajo de 2015

## Condecoraciones
- Héroe del Pueblo de Kazajistán (14 de octubre de 2015).
- Orden de Otan (14 de octubre de 2015).
- Piloto-Cosmonauta de Kazajistán (14 de octubre de 2015).
- Medalla Conmemorativa del 20.º Aniversario de la Independencia de la República de Kazajistán
- Medalla por Servicio Impecable (Kazajistán) de 1.er, 2.do y 3.er grado
- Medalla Conmemorativa del 10.º Aniversario de las Fuerzas Armadas de la República de Kazajistán
- Medalla Conmemorativa del 20.º Aniversario de las Fuerzas Armadas de la República de Kazajistán